# Banc Europeu de Reconstrucció i Desenvolupament

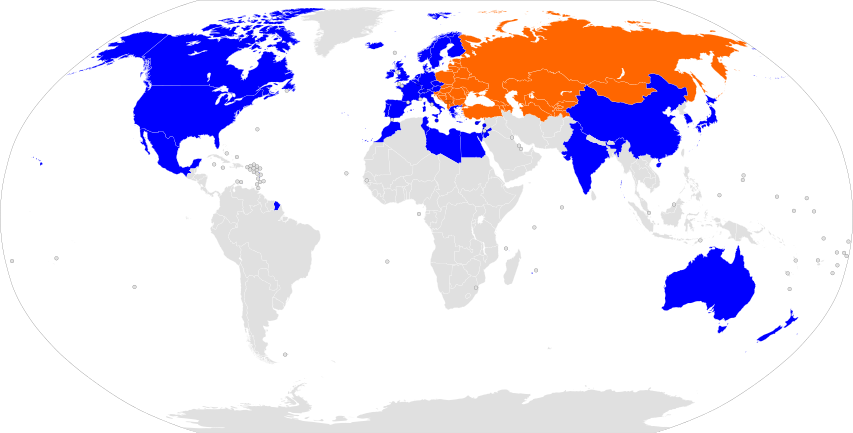
Estats membres del Banc Europeu de Reconstrucció i Desenvolupament
Membres, només finançament
Membres, beneficiaris de les inversions

El Banc Europeu de Reconstrucció i Desenvolupament (BERD) és una institució financera fundada el 1991. Com a banc multilateral d'inversió per al desenvolupament, el BERD utilitza la inversió com a eina per construir economies de mercat.
Inicialment centrat en els països de l'antic bloc de l'Est, es va expandir per donar suport al desenvolupament a més de 30 països des d'Europa Central fins a Àsia central. De la mateixa manera que altres bancs multilaterals de desenvolupament, el BERD té membres d'arreu del món (Amèrica del Nord, Àfrica, Àsia i Austràlia), amb el major accionariat únic dels Estats Units, però només presta crèdits regionalment als seus països d'operacions. Amb seu a Londres, el BERD és propietat de 71 països i dues institucions de la Unió Europea, l'accionista més nou és Algèria des de l'octubre de 2021. Malgrat els seus accionistes del sector públic, inverteix en empreses privades, juntament amb socis comercials.
El BERD no s'ha de confondre amb el Banc Europeu d'Inversions (BEI), que és propietat dels estats membres de la UE i s'utilitza per donar suport a la política de la UE. El BERD també es diferencia del Banc de Desenvolupament del Consell d'Europa (CEB).

## Història

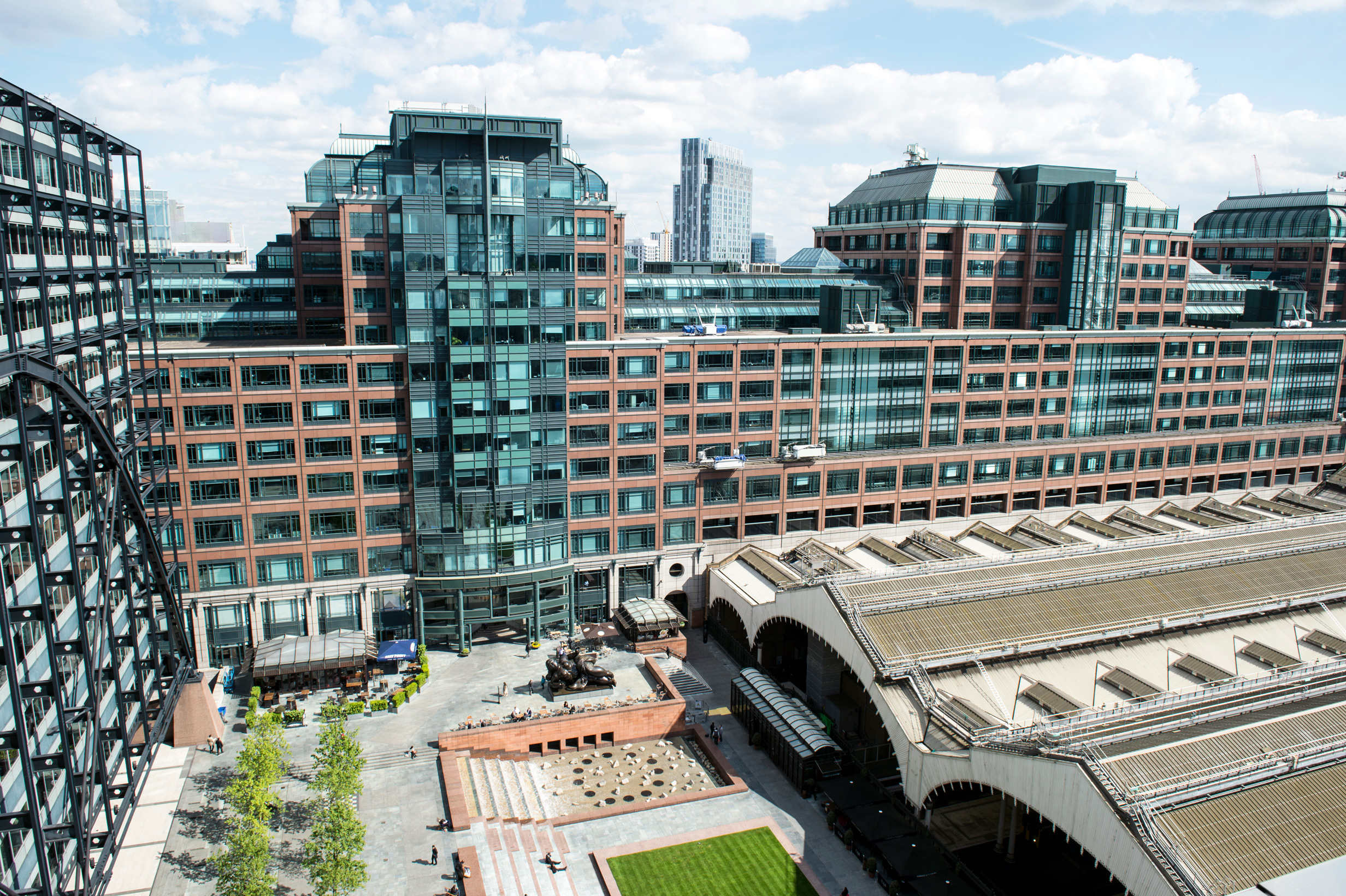
175 Bishopsgate, a Londres, ha estat la seu central del BERD entre 1992 i 2022

Situat a Londres, el BERD tenia la intenció, al principi, de centrar-se en el canvi de l'economia de planificació central a l'economia de mercat als països d'Europa Central i de l'Est invertint en el sector privat, principalment bancs, indústries i empreses, i promovent polítiques que els afavoririen.
Va ser creat arran de la fi de la Guerra Freda per qüestions particulars relacionades amb el sistema internacional vigent, el context històric i polític de l'època. A més, els seus països receptors havien d'assegurar-se que treballarien cap a la "democràcia multipartidista i el pluralisme polític" en la qual es considerava com una de les principals particularitats del BERD distingint aquest últim d'altres institucions financeres.
Propugnada especialment per actors polítics europeus com el president francès Mitterrand l'any 1989, la idea de crear aquesta entitat financera amb la participació dels països europeus va començar abans de la caiguda del mur de Berlín. La recepció d'aquesta proposta es va mitigar segons el país, per exemple va rebre hostilitat dels britànics mentre que els francesos van ser importants defensors del projecte i van influir en el procés.
El gener de 1990, les negociacions sobre els objectius del BERD, la seva política de préstecs pel que fa als sectors públic i privat, van iniciar i van implicar tots els països de la UE en aquell moment, així com diversos altres països europeus, països no europeus i representants de la UE i el Banc Europeu d'Inversions. La Unió Soviètica va estar representada per la seva pròpia delegació en el procés i així va participar en les negociacions així com els EUA.
Més tard, a causa de les dissensions sobre els objectius polítics i econòmics de la institució, es va amenaçar la inclusió de la Unió Soviètica. Les negociacions van ser breus per motius relacionats amb la situació a l'Europa de l'Est i amb una onada de privatitzacions arreu d'Europa, el que va conduir a la signatura de la seva creació el 29 de maig de 1990 per actors com 40 estats així com dues organitzacions europees i el març de 1991 va tenir els seus primers efectes amb la inauguració del banc.
La creació del BERD ha donat lloc al finançament de diversos projectes en els anys posteriors a les seves primeres operacions, per exemple, l'any 1992 hi va haver vint projectes en què el BERD va proporcionar finançament per valor de 2.100 milions d'ecus.

## Governança
Dividit entre la seva seu central situada a Londres i les oficines de camp ubicades en altres llocs, el Banc Europeu per a la Reconstrucció i el Desenvolupament està format per una estructura de tres nivells. El primer nivell està format pel president i el personal, en segon lloc pel Consell de Govern i finalment pel Consell d'Administració.
L'estructura del banc ha canviat al llarg del temps, a causa de les preocupacions sobre la competència dins de l'entitat. De fet, a principis de la dècada del 1990 hi havia dues divisions bancàries diferents (d'una banda, la banca comercial relacionada amb el sector privat i de l'altra, la banca de desenvolupament que treballava majoritàriament amb el sector públic). En conseqüència, les dues divisions es van fusionar en una sola, substituint aquesta estructura per una altra, en lloc de dividir el banc amb set subdivisions regionals de política i país.

### Junta de govern
Els representants de cada estat membre componen aquesta junta, tenen poder d'autoritat.

### Consell directiu
La Junta Directiva està formada per 23 membres elegits per la Junta de Govern. Aquests membres no poden formar part de la Junta de Govern. La seva funció és dirigir les operacions generals del banc, en particular:
- Aprovar el pressupost;
- D'acord amb la Junta de Govern, establint polítiques i prenent altres decisions, préstecs, inversions,... ;
- Preparar els treballs de la Junta de Govern;
- Presentar anualment per a la seva aprovació els comptes auditats a la Junta de Govern.

### President
El BERD està format per molts membres amb poder de vot, des d'estats europeus i no europeus fins a membres d'altres institucions com el Banc Europeu d'Inversions, però segons la ubicació geogràfica de cada membre, els drets de vot difereixen. Els membres europeus i altres creditors tenen un poder de vot majoritari. En els seus inicis, el BERD era propietat de més de 40 membres, el 2015 el nombre de països propietaris era de 61, i el març de 2022, hi havia 71 països com a propietaris.
Els seus presidents han sigut:
- Abril del 1991 – juny del 1993: Jacques Attali (francès)
- Setembre del 1993 – gener del 1998: Jacques de Larosière (francès)
- Setembre del 1998 – abril del 2000: Horst Köhler (alemany)
- Juliol del 2000 – juliol del 2008: Jean Lemierre (francès)
- Juliol del 2008 - juliol del 2012: Thomas Mirow (alemany)
- juliol del 2012 - juliol del 2020: Suma Chakrabarti (britànic)
- juliol del 2020 - present: Odile Renaud-Basso (francesa)

### Pertinença
Per convertir-se en membre del banc, un país ha d'ajustar-se als Estatuts de l'Acord del BERD. Aquests articles estipulen que un país només pot convertir-se en estat membre si és un estat d'Europa o membre no europeu de l'FMI. Institucions com la Unió Europea i el BEI també participen en les operacions bancàries. Des de la seva fundació, el BERD gairebé ha duplicat el nombre de membres. Les últimes adhesions al banc són països situats a l'Àfrica.
Accionistes:
| Accionista               | Data d'unió      | Capital de la subscripció |
| ------------------------ | ---------------- | ------------------------- |
| Albània                  | 18 desembre 1991 | €30.010.000               |
| Algèria                  | 19 octubre 2021  | €2.030.000                |
| Armènia                  | 7 desembre 1992  | €14.990.000               |
| Austràlia                | 30 març 1991     | €300.140.000              |
| Àustria                  | 28 març 1991     | €684.320.000              |
| Azerbaidjan              | 25 setembre 1992 | €30.020.000               |
| Belarús                  | 10 juny 1992     | €60.020.000               |
| Bèlgica                  | 10 abril 1991    | €684.320.000              |
| Bòsnia i Hercegovina     | 17 juny 1996     | €50.710.000               |
| Bulgària                 | 28 març 1991     | €237.110.000              |
| Canadà                   | 28 març 1991     | €1.020.490.000            |
| Xina                     | 15 gener 2016    | €29.000.000               |
| Croàcia                  | 15 abril 1993    | €109.420.000              |
| Xipre                    | 28 març 1991     | €30.010.000               |
| República Txeca          | 1 gener 1993     | €256.110.000              |
| Dinamarca                | 28 març 1991     | €360.170.000              |
| Egipte                   | 28 març 1991     | €21.010.000               |
| Estònia                  | 28 febrer 1992   | €30.010.000               |
| European Investment Bank | 28 març 1991     | €900.440.000              |
| Europa                   | 28 març 1991     | €900.440.000              |
| Finlàndia                | 28 març 1991     | €375.180.000              |
| França                   | 28 març 1991     | €2.556.510.000            |
| Geòrgia                  | 4 setembre 1992  | €30.010.000               |
| Alemanya                 | 28 març 1991     | €2.556.510.000            |
| Grècia                   | 29 març 1991     | €195.080.000              |
| Hongria                  | 28 març 1991     | €237.110.000              |
| Islàndia                 | 29 maig 1991     | €30.010.000               |
| Índia                    | 11 juliol 2018   | €9.860.000                |
| Irlanda                  | 28 març 1991     | €90.040.000               |
| Israel                   | 28 març 1991     | €195.080.000              |
| Itàlia                   | 28 març 1991     | €2.556.510.000            |
| Japó                     | 2 abril 1991     | €2.556.510.000            |
| Jordània                 | 29 desembre 2011 | €9.860.000                |
| Kazakhstan               | 27 juliol 1992   | €69.020.000               |
| Kosovo                   | 17 desembre 2012 | €5.800.000                |
| Kirguizstan              | 5 juny 1992      | €21.010.000               |
| Letònia                  | 18 març 1992     | €30.010.000               |
| Líban                    | 17 juliol 2017   | €9.860.000                |
| Líbia                    | 16 juliol 2019   | €9.860.000                |
| Liechtenstein            | 28 març 1991     | €5.990.000                |
| Lituània                 | 5 març 1992      | €30.010.000               |
| Luxemburg                | 28 març 1991     | €60.020.000               |
| Malta                    | 28 març 1991     | €2.100.000                |
| Mèxic                    | 28 març 1991     | €45.010.000               |
| Moldàvia                 | 5 maig 1992      | €30.010.000               |
| Mongòlia                 | 9 octubre 2000   | €2.990.000                |
| Montenegro               | 3 juny 2006      | €5.990.000                |
| Marroc                   | 28 març 1991     | €24.640.000               |
| Països Baixos            | 28 març 1991     | €744.350.000              |
| Nova Zelanda             | 19 agost 1991    | €10.500.000               |
| Macedònia                | 21 abril 1993    | €17.620.000               |
| Noruega                  | 28 març 1991     | €375.180.000              |
| Polònia                  | 28 març 1991     | €384.180.000              |
| Portugal                 | 5 abril 1991     | €126.050.000              |
| Romania                  | 28 març 1991     | €144.070.000              |
| Rússia                   | 9 abril 1992     | €1.200.580.000            |
| San Marino               | 7 juny 2019      | €2.030.000                |
| Sèrbia                   | 19 gener 2001    | €140.310.000              |
| Eslovàquia               | 1 gener 1993     | €128.070.000              |
| Eslovènia                | 23 desembre 1992 | €62.950.000               |
| Corea del Sud            | 28 març 1991     | €300.140.000              |
| Espanya                  | 28 març 1991     | €1.020.490.000            |
| Suècia                   | 28 març 1991     | €684.320.000              |
| Suïssa                   | 29 març 1991     | €684.320.000              |
| Tadjikistan              | 16 octubre1992   | €21.010.000               |
| Tunísia                  | 29 desembre 2011 | €9.860.000                |
| Turquia                  | 28 març 1991     | €345.150.000              |
| Turkmenistan             | 1 juny 1992      | €2.100.000                |
| Ucraïna                  | 13 abril 1992    | €240.110.000              |
| Emirats Àrabs Units      | 23 setembre 2021 | €2.030.000                |
| Regne Unit               | 28 març 1991     | €2.556.510.000            |
| Estats Units             | 28 març 1991     | €3.001.480.000            |
| Uzbekistan               | 30 abril 1992    | €44.120.000               |
| 71+2 total               | (28 March 1991)  | €29.748.890.000           |